# William Boutland Wilkinson
William Boutland Wilkinson (Newcastle upon Tyne, 2 de janeiro de 1819 — 13 de outubro de 1902) foi um engenheiro civil britânico.
Wilkinson foi um empresário da construção civil. Obteve em 1854 uma patente para concreto armado a prova de fogo para tetos. É considerado assim um dos inventores do concreto armado.
Joseph-Louis Lambot (1814–1887) registrou na França uma patente para navios e outras construções que são expostas à água com concreto armado. O francês François Coignet registrou em 1855 uma patente para concreto armado e escreveu o primeiro livro sobre o assunto, e o advogado Thaddeus Hyatt efetuou experimentos a partir de 1850 e escreveu um relatório sobre o assunto em 1877. Mais conhecidas são as patentes de Joseph Monier de 1867. As barras de ferro serviam para suportar as forças de tração, pois o concreto sem elas até resiste bem à compressão, mas é muito fraco em tração. Para Wilkinson a questão de construções mais baratas estava em primeiro plano. Wilkinson construiu aproximadamente em 1860 em Newcastle uma série de edificações com concreto armado, das quais uma construída aproximadamente em 1865 ainda estava de pé em 1954. Sua empresa de construção civil existiu até o início do século 20 em Newcastle e Londres.